# Сен-Жиль-Вьё-Марше
Сен-Жиль-Вьё-Марше́ (фр. Saint-Gilles-Vieux-Marché, брет. Sant-Jili-ar-C'hozhvarc'had) — коммуна во Франции, находится в регионе Бретань. Департамент — Кот-д’Армор. Входит в состав кантона Мюр-де-Бретань. Округ коммуны — Сен-Бриё.
Код INSEE коммуны — 22295.

## География
Коммуна расположена приблизительно в 400 км к западу от Парижа, в 100 км западнее Ренна, в 34 км к юго-западу от Сен-Бриё.

## Население
Население коммуны на 2016 год составляло 351 человек.
| 1962 | 1968 | 1975 | 1982 | 1990 | 1999 | 2008 | 2016 |
| ---- | ---- | ---- | ---- | ---- | ---- | ---- | ---- |
| 595  | 543  | 449  | 415  | 324  | 302  | 321  | 351  |

## Экономика
В 2007 году среди 178 человек в трудоспособном возрасте (15—64 лет) 133 были экономически активными, 45 — неактивными (показатель активности — 74,7 %, в 1999 году было 71,6 %). Из 133 активных работали 124 человека (70 мужчин и 54 женщины), безработных было 9 (6 мужчин и 3 женщины). Среди 45 неактивных 13 человек были учениками или студентами, 18 — пенсионерами, 14 были неактивными по другим причинам.

## Достопримечательности
- Менгир, расположенный в местности Шан-де-Каллак (эпоха неолита). Исторический памятник с 1974 года[3]

## Фотогалерея

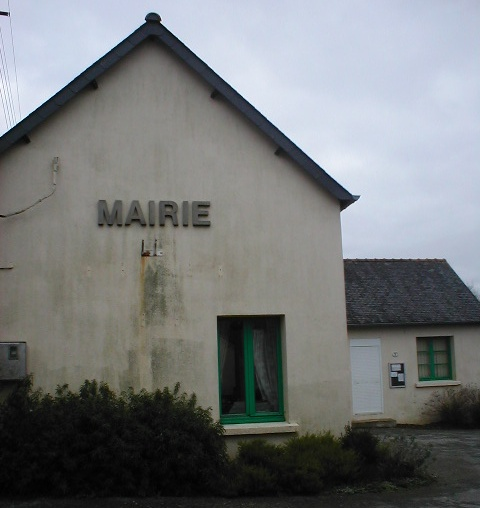
Мэрия
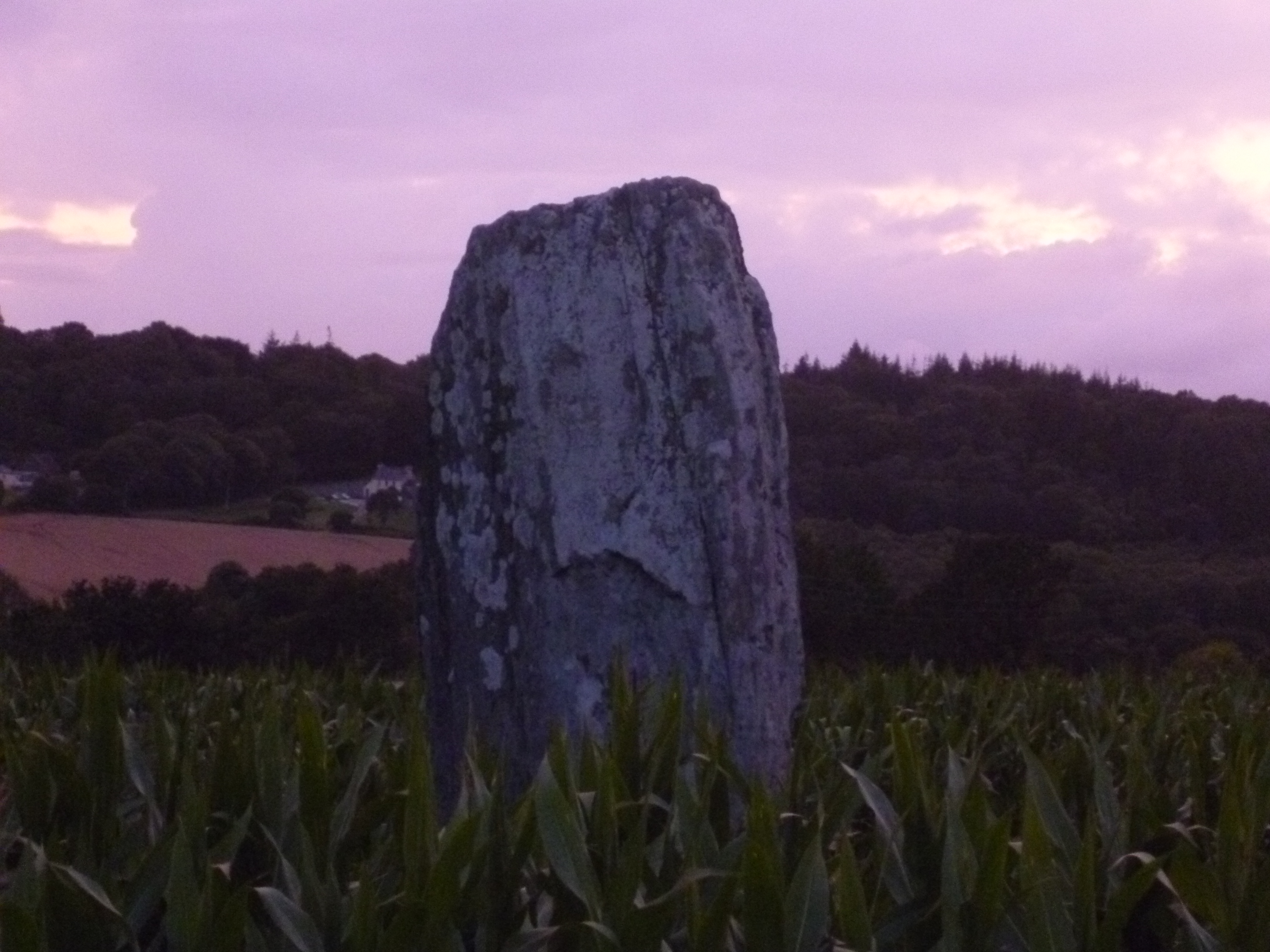
Менгир
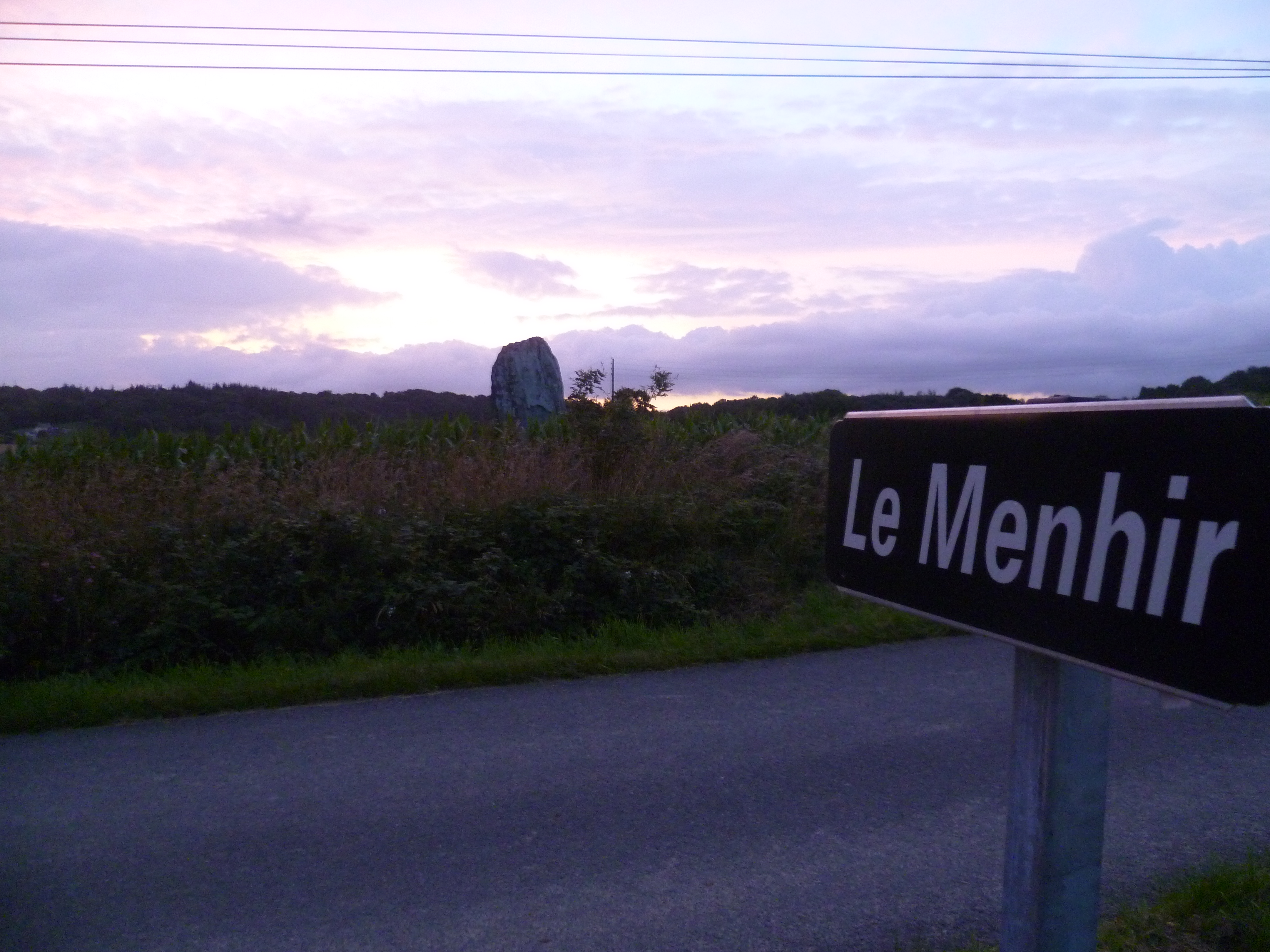
Менгир
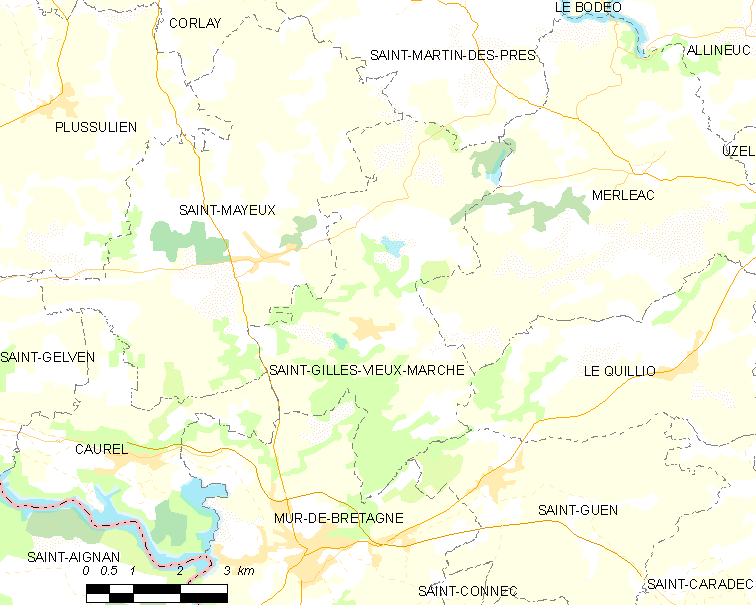
Карта коммуны